# Siamanna
Siamanna è un comune italiano di 742 abitanti della provincia di Oristano in Sardegna.

## Storia
Il paese è arroccato nelle vaste colline, ai piedi del monte Grighine a circa 50 metri sopra il livello del mare, ma il suo territorio raggiunge l’altezza massima di 673 metri. Situato nella zona del Grighine, chiamata così dal monte circostante, il paese apre le porte al Barigadu. Il villaggio, è stato fondato probabilmente in epoca romana, lungo la strada che collegava Fordongianus (l'antica Forum Traiani) con Usellus (l'antica Colonia Iulia). Secondo una ipotesi molto probabile l'origine del nome della cittadina sarebbe da identificare dall'unione del termine sa ia (la strada) e manna (grande) ovvero la strada grande, che fiancheggiava anticamente l'insediamento.
Durante il Medioevo il paese di Siamanna apparteneva al Giudicato di Arborea nella Curatoria di Simaxis. Nel 1410 Siamanna passò al Marchesato di Oristano e nel 1479 venne confiscato a Leonardo di Alagon dal Regno d'Aragona. Nel 1767 Siamanna divenne nuovamente un feudo entrando a far parte del Marchesato d'Arcais istituito in favore di Damiano Nurra, un ricco possidente di Oristano che ricevette il titolo nobiliare direttamente da Carlo Emanuele III.
Nel 1821 il paese entrò a far parte prima della provincia di Oristano, e poi nel 1848 nella divisione amministrativa di Cagliari, per poi essere assegnata nel 1859 alla Provincia di Cagliari. Dopo essere diventato Comune nel Regno d'Italia, nel 1928 il governo fascista lo inglobò nel comune di Villaurbana insieme al vicino paese di Siapiccia. Nel 1947 Siamanna venne unito a Siapiccia per creare il comune di Siamanna-Siapiccia, che continuò ad esistere fino al referendum del 1975 con il quale gli abitanti del paese decretarono la creazione di Siamanna come comune a sé stante.

### Simboli
Lo stemma comunale, approvato con delibera del consiglio comunale, si presenta semitroncato partito: nel primo, di rosso, alla lettera S maiuscola d'oro, iniziale del nome del paese; nel secondo di verde, a sette spighe di grano d'oro, impugnate e legate di rosso: nel terzo, il campanile della chiesa parrocchiale di Santa Lucia, al naturale, fondato sulla campagna di rosso. Il gonfalone è un drappo di giallo.

## Monumenti e luoghi d'interesse

### Architetture religiose
- La chiesa di Santa Lucia è il monumento più importante della cittadina, con il campanile edificato intorno al 1745, mentre la pianta originaria della chiesa stessa risale al 1512 per opera del canonico locale Antonio Formentini. Dopo aver subito numerosi danneggiamenti nel corso dei secoli, la chiesa venne infine restaurata nel 1950.
- La chiesa campestre di San Giovanni, ottocentesca, riaperta al culto dopo anni di abbandono.

### Siti archeologici
Altri monumenti storici di interesse sono i vari nuraghi che circondano il paese; se ne contano nove:
- Nuraghe "Santu Anni" o San Giovanni è uno dei più importanti, accanto all'omonima chiesetta campestre restaurata di recente.
- Nuraghe Auredda
- Nuraghe Concu
- Nuraghe Crogana
- Nuraghe Curreli
- Nuraghe Monte Qua Sigu
- Nuraghe Paba de Soli
- Nuraghe Paiolu
- Nuraghe Pitzu Cau

### Aree di interesse naturalistico
Nel territorio di Siamanna è inoltre presente l'area pic-nic ''Sa cora e is ortus", situata nel monte Grighine a circa 400m s.l.m.

## Società

### Evoluzione demografica
Abitanti censiti

### Lingue e dialetti
La variante del sardo parlata a Siamanna è riconducibile alla Limba de mesania

## Sport

### Calcio
La squadra Calcistica del paese è l'Us Siamanna 1971 che milita in terza categoria Oristano girone c.